# Кубейська сільська рада
Кубейська сільська́ ра́да (до 2016 року — Червоноармійська) — орган місцевого самоврядування Кубейської сільської громади Болградського району Одеської області. Червоноармійська сільська рада утворена в 1940 році як адміністративно-територіальна одиниця.

## Склад ради
Рада складається з 22 депутатів та голови.
- Голова ради: Кисса Петро Васильович
- Секретар ради:

### Керівний склад попередніх скликань
| Прізвище, ім'я, по батькові | Основні відомості                            | Дата обрання | Дата звільнення |
| --------------------------- | -------------------------------------------- | ------------ | --------------- |
| Кисса Петро Васильович      | Сільський голова, освіта вища, позапартійний | 25.10.2015   | 25.10.2020      |
| Кисса Петро Васильович      | Сільський голова, освіта вища, позапартійний | 25.10.2020   | 27.05.2021      |

Примітка: таблиця складена за даними сайту Верховної Ради України

### Депутати
За результатами місцевих виборів 2010 року депутатами ради стали:

#### За суб'єктами висування
| Суб'єкт висування                                       | Кількість обраних депутатів | %    |
| ------------------------------------------------------- | --------------------------- | ---- |
| Партія регіонів                                         | 13                          | 43,3 |
| Комуністична партія України                             | 7                           | 23,3 |
| Самовисування                                           | 6                           | 20   |
| Народна партія                                          | 2                           | 6,7  |
| Політична партія Всеукраїнське об'єднання «Батьківщина» | 1                           | 3,3  |
| Політична партія «Громадянська позиція»                 | 1                           | 3,3  |

#### За округами
| Комуністична партія України                             |                                   |            |                    |                      |                                                                          |    |                                 |            |      |              |                     |
| 11                                                      | Бальжак Лариса Михайлівна         | 05.11.2010 | середня спеціальна | позапартійна         | будівнича технічна інспекція, технік                                     |    |                                 |            |      |              |                     |
| 12                                                      | Галач Дмитро Панасович            | 05.11.2010 | вища               | позапартійний        | -                                                                        | 15 | Чеглатонєва Альбіна Пантеліївна | 05.11.2010 | вища | позапартійна | тимчасово не працює |
| 18                                                      | Іорданов Микола Васильович        | 05.11.2010 | середня спеціальна | позапартійний        | сільськогосподарський виробничий кооператив «Кубей», електрик            |    |                                 |            |      |              |                     |
| 22                                                      | Сакали Михайло Петрович           | 05.11.2010 | вища               | позапартійний        | Червоноармійська загальноосвітня школа № 2, директор                     |    |                                 |            |      |              |                     |
| 24                                                      | Гагауз Сергій Христофорович       | 05.11.2010 | вища               | позапартійний        | тимчасово не працює                                                      |    |                                 |            |      |              |                     |
| 25                                                      | Арабаджи Федір Гаврилович         | 05.11.2010 | вища               | позапартійний        | тимчасово не працює                                                      |    |                                 |            |      |              |                     |
| Народна Партія                                          |                                   |            |                    |                      |                                                                          |    |                                 |            |      |              |                     |
| 8                                                       | Фучеджи Людмила Степанівна        | 05.11.2010 | вища               | член Партії регіонів | Червоноармійська загальноосвітня школа № 2, вчитель                      |    |                                 |            |      |              |                     |
| 27                                                      | Колєва Галина Миколаївна          | 05.11.2010 | вища               | член Партії регіонів | Червоноармійська загальноосвітня школа № 2, вчитель                      |    |                                 |            |      |              |                     |
| Партія регіонів                                         |                                   |            |                    |                      |                                                                          |    |                                 |            |      |              |                     |
| 1                                                       | Бошков Дмитро Федорович           | 05.11.2010 | вища               | член Партії регіонів | Навчально — виховний комплекс, вчитель                                   |    |                                 |            |      |              |                     |
| 5                                                       | Сюлемез Костянтин Йосипович       | 05.11.2010 | середня спеціальна | член Партії регіонів | газове господарство, оператор                                            |    |                                 |            |      |              |                     |
| 6                                                       | Устуянова Марія Іллівна           | 05.11.2010 | вища               | член Партії регіонів | навчально — виховний комплекс, заступник директора                       |    |                                 |            |      |              |                     |
| 7                                                       | Труфкін Дмитро Костянтинович      | 05.11.2010 | вища               | член Партії регіонів | сільськогосподарський виробничий кооператив «Кубей», інженер             |    |                                 |            |      |              |                     |
| 10                                                      | Труфкіна Домінікія Дмитрівна      | 05.11.2010 | вища               | член Партії регіонів | Червоноармійська сільська рада, землевпорядник                           |    |                                 |            |      |              |                     |
| 13                                                      | Буюклі Галина Петрівна            | 05.11.2010 | вища               | член Партії регіонів | сільськогосподарський виробничий кооператив «Бессарабія плюс», бухгалтер |    |                                 |            |      |              |                     |
| 14                                                      | Бальжик Олена Іванівна            | 05.11.2010 | вища               | член Партії регіонів | навчально — виховний комплекс, лаборант                                  |    |                                 |            |      |              |                     |
| 17                                                      | Кальчева Олена Антонівна          | 05.11.2010 | вища               | позапартійна         | дитяча юнацька спортивна школа, тренер                                   |    |                                 |            |      |              |                     |
| 20                                                      | Колев Михайло Костянтинович       | 05.11.2010 | вища               | член Партії регіонів | приватний підприємець                                                    |    |                                 |            |      |              |                     |
| 21                                                      | Мансарлійськ Домінікія Георгіївна | 05.11.2010 | вища               | член Партії регіонів | пенсіонер                                                                |    |                                 |            |      |              |                     |
| 23                                                      | Болгарова Інна Анатолівна         | 05.11.2010 | вища               | член Партії регіонів | сільськогосподарський виробничий кооператив «Кубей», бухгалтер           |    |                                 |            |      |              |                     |
| 26                                                      | Бошков Семен Михайлович           | 05.11.2010 | вища               | член Партії регіонів | приватний підприємець                                                    |    |                                 |            |      |              |                     |
| 29                                                      | Кіор Іван Федорович               | 05.11.2010 | вища               | член Партії регіонів | навчально — виховний комплекс, вчитель                                   |    |                                 |            |      |              |                     |
| Політична партія Всеукраїнське об'єднання «Батьківщина» |                                   |            |                    |                      |                                                                          |    |                                 |            |      |              |                     |
| 28                                                      | Бочевар Дмитро Георгійович        | 05.11.2010 | середня спеціальна | член Партії регіонів | тимчасово не працює                                                      |    |                                 |            |      |              |                     |
| Політична партія «Громадянська позиція»                 |                                   |            |                    |                      |                                                                          |    |                                 |            |      |              |                     |
| 30                                                      | Русєв Петро Васильович            | 05.11.2010 | вища               | позапартійний        | Болградський культурний центр, директор                                  |    |                                 |            |      |              |                     |
| Самовисування                                           |                                   |            |                    |                      |                                                                          |    |                                 |            |      |              |                     |
| 2                                                       | Устуянов Михайло Георгійович      | 05.11.2010 | вища               | позапартійний        | дитяча юнацька спортивна школа, тренер                                   |    |                                 |            |      |              |                     |
| 3                                                       | Кара Андрій Андрійович            | 05.11.2010 | вища               | позапартійний        | дитяча юнацька спортивна школа, тренер                                   |    |                                 |            |      |              |                     |
| 4                                                       | Фучеджи Парасковія Петрівна       | 05.11.2010 | вища               | позапартійна         | Червоноармійська сільська рада, секретар                                 |    |                                 |            |      |              |                     |
| 9                                                       | Фучеджи Світлана Михайлівна       | 05.11.2010 | вища               | позапартійна         | Державна податкова інспекція, економіст                                  |    |                                 |            |      |              |                     |
| 16                                                      | Кальчев Микола Ілліч              | 05.11.2010 | вища               | позапартійний        | Червоноармійська сільська рада, діловод                                  |    |                                 |            |      |              |                     |
| 19                                                      | Чеглатонєв Сергій Миколайович     | 05.11.2010 | вища               | позапартійний        | споживче товариство, директор                                            |    |                                 |            |      |              |                     |